# Kuto Tanjung
Kuto Tanjung is een bestuurslaag in het regentschap Musi Rawas van de provincie Zuid-Sumatra, Indonesië. Kuto Tanjung telt 817 inwoners (volkstelling 2010).